# 노원구 을
서울 노원구 을은 대한민국의 국회의원 선거구이다. 서울특별시 노원구 일부 지역을 관할한다. 현 지역구 국회의원은 더불어민주당의 김성환이다.

## 역사
1988년 1월 1일 도봉구의 도봉동·상계동·하계동·중계동·월계동·공릉동·창동이 노원구로 분리되었다. 이에 1988년 대한민국 제13대 국회의원 선거부터 도봉구 선거구에서 분리되어 신설되었다. 
1988년 노원구 을의 선거 관할 지역은 도봉동과 상계동, 중계동, 하계동이었으며 나머지 창동, 월계동, 공릉동 지역들은 노원구 갑으로 묶였다. 이듬해 1989년 도봉동과 창동이 도봉구로 다시 환원되면서 도봉동은 도봉구 갑으로 편입되었고, 따라서 1992년 제14대 총선에서 선거구 개편이 이뤄졌는데 하계동과 중계동을 노원구 갑으로 넘기면서 노원구 을에는 상계동 지역만 남게 되었다. 하지만 같은해 7월 중계1동이 중계본동, 중계1동, 중계4동으로 분리되면서, 1996년 제15대 총선부터 노원구 갑의 중계1·4동이 다시 편입되었다.
2004년 제17대 총선에서 노원구 을을 이루던 상계동의 인구 상한선이 초과되자, 그 중에서 상계 1·2·3·4·5동을 분리시켜 노원구 병을 신설하고 대신에 노원구 갑에서 하계동과 중계본동, 중계2동, 중계3동을 편입시켰다. 이로서 노원구 을은 하계동과 중계동 전체, 상계6·7동으로 이루어지게 되었다.
2024년 대한민국 제22대 국회의원 선거를 앞두고 노원구 선거구가 개편됨에 따라서 노원구 갑 선거구로 하계1동, 하계2동, 중계본동, 중계2·3동을 노원구 갑 선거구로 넘겼으며 폐지되는 노원구 병 선거구에 해당되는 지역이 편입되었다.

## 관할 구역
| 대수      | 관할 구역 |
| --------- | --- |
| 13대      | 노원구 도봉1동, 도봉2동, 하계동, 중계동, 상계1동, 상계2동, 상계3동, 상계4동, 상계5동                               |
| 14대      | 노원구 상계1동, 상계2동, 상계3동, 상계4동, 상계5동, 상계6동, 상계7동, 상계8동, 상계9동, 상계10동                   |
| 15대~16대 | 노원구 중계1동, 중계4동, 상계1동, 상계2동, 상계3동, 상계4동, 상계5동, 상계6동, 상계7동, 상계8동, 상계9동, 상계10동 |
| 17대      | 노원구 하계1동, 하계2동, 중계본동, 중계1동, 중계2동, 중계3동, 중계4동, 상계6동, 상계7동                            |
| 18대      | 노원구 하계1동, 하계2동, 중계본동, 중계1동, 중계2동, 중계3동, 중계4동, 상계6·7동                                   |
| 19대~21대 | 노원구 하계1동, 하계2동, 중계본동, 중계1동, 중계2·3동, 중계4동, 상계6·7동                                          |
| 22대~     | 노원구 중계1동, 중계4동, 상계1동, 상계2동, 상계3·4동, 상계5동, 상계6·7동, 상계8동, 상계9동, 상계10동               |

## 역대 국회의원
| 선거   | 정당 | 정당           | 의원   |
| ------ | ---- | -------------- | ------ |
| 1988년 |      | 신민주공화당   | 김용채 |
| 1992년 |      | 민주자유당     | 김용채 |
| 1992년 |      | 민주당         | 임채정 |
| 1996년 |      | 새정치국민회의 | 임채정 |
| 2000년 |      | 새천년민주당   | 임채정 |
| 2004년 |      | 열린우리당     | 우원식 |
| 2008년 |      | 한나라당       | 권영진 |
| 2012년 |      | 민주통합당     | 우원식 |
| 2016년 |      | 더불어민주당   | 우원식 |
| 2020년 |      | 더불어민주당   | 우원식 |
| 2024년 |      | 더불어민주당   | 김성환 |

## 역대 선거 결과

### 대한민국 제13대 국회의원 선거
|  | 30.79% |

|  | 29.99% |

|  | 20.78% |

|  | 15.97% |

|  | 2.44% |

### 대한민국 제14대 국회의원 선거
|  | 32.91% |

|  | 32.88% |

|  | 24.04% |

|  | 7.45% |

|  | 2.10% |

|  | 0.60% |

당초 선거에서는 민주자유당의 김용채 후보가 40,551표를 얻어 40,515표를 얻은 민주당 임채정 후보에 승리를 거두었지만 이후 실시된 재검표에서 임채정 후보가 40,601표를 득표한 반면 김용채 후보가 40,429표를 얻으며 당선자가 바뀌는 결과가 나타났다.

### 대한민국 제15대 국회의원 선거
|  | 33.25% |

|  | 26.68% |

|  | 26.39% |

|  | 12.68% |

|  | 0.97% |

### 대한민국 제16대 국회의원 선거
|  | 41.11% |

|  | 37.04% |

|  | 7.11% |

|  | 5.94% |

|  | 3.30% |

|  | 2.77% |

|  | 1.42% |

|  | 1.27% |

### 대한민국 제17대 국회의원 선거
|  | 41.51% |

|  | 39.61% |

|  | 8.82% |

|  | 6.72% |

|  | 2.20% |

|  | 1.11% |

### 대한민국 제18대 국회의원 선거
|  | 49.93% |

|  | 44.09% |

|  | 4.83% |

|  | 0.68% |

|  | 0.44% |

### 대한민국 제19대 국회의원 선거
|  | 49.72% |

|  | 47.94% |

|  | 1.17% |

|  | 0.71% |

|  | 0.43% |

### 대한민국 제20대 국회의원 선거
|  | 51.95% |

|  | 29.88% |

|  | 18.15% |

### 대한민국 제21대 국회의원 선거
|  | 62.67% |

|  | 36.52% |

|  | 0.79% |

### 대한민국 제22대 국회의원 선거
|  | 58.51% |

|  | 39.26% |

|  | 2.22% |

## 같이 보기
- 대한민국의 국회의원 선거구 목록